# Jörg Hoffmann (saneczkarz)
Jörg Hoffmann (ur. 15 marca 1963 w Sondershausen) – niemiecki saneczkarz reprezentujący NRD, medalista olimpijski, mistrzostw świata i Europy oraz zwycięzca Pucharu Świata.

## Kariera

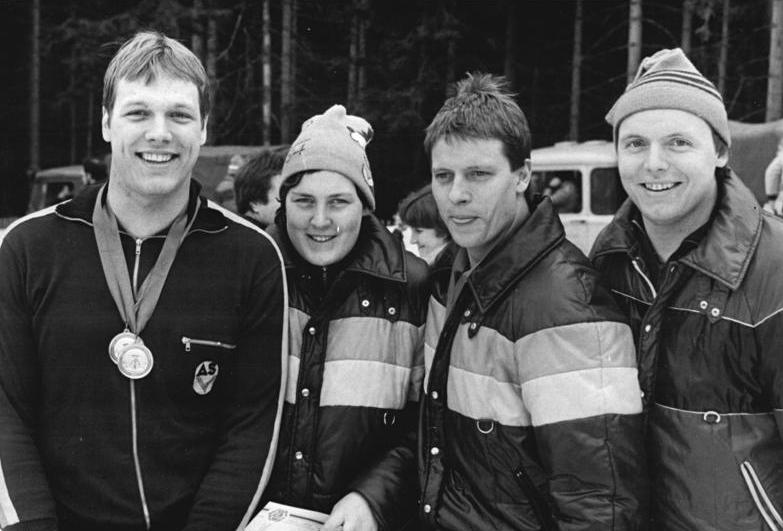
Michael Walter, Bettina Schmidt, Jörg Hoffmann i Jochen Pietzsch (1984)

Pierwszy sukces odniósł w 1982 roku, kiedy w parze z Jochenem Pietzschem zwyciężył w dwójkach na mistrzostwach świata juniorów w Lake Placid. Była to pierwsza edycja tej imprezy, wobec czego został on pierwszym oficjalnym mistrzem świata juniorów. W tym składzie reprezentanci NRD zdobyli również złote medale na mistrzostwach świata w Lake Placid (1983), w Oberhofie (1985) i w Innsbrucku (1987) oraz brązowe podczas mistrzostw świata w Winterbergu (1989) i w Calgary (1990). Ponadto w 1985 roku był też drugi w jedynkach, przegrywając tylko ze swym rodakiem Michaelem Walterem, a w 1990 roku zdobył też złoto w zawodach drużynowych.
W 1984 roku wystartował na igrzyskach olimpijskich w Sarajewie, zdobywając brązowy medal. Na rozgrywanych cztery lata później igrzyskach w Calgary Pietzsch i Hoffmann zdobyli złoty medal. Ponadto zdobył też złote medale w dwójkach i zawodach drużynowych na mistrzostwach Europy w Innsbrucku w 1990 roku. W sezonie 1983/1984 zwyciężył w klasyfikacji generalnej Pucharu Świata w dwójkach.
W 1988 roku został odznaczony Orderem Zasługi dla Ojczyzny.

## Osiągnięcia

### Igrzyska olimpijskie
| Rok  | Miejsce  | Dwójki |
| ---- | -------- | ------ |
| 1984 | Sarajewo | 3.     |
| 1988 | Calgary  | 1.     |

### Puchar Świata

#### Miejsca na podium w klasyfikacji generalnej
| Sezon     | Miejsce |
| --------- | ------- |
| 1983/1984 | 1.      |
| 1988/1989 | 3.      |